# Cuisine torontoise
La cuisine de Toronto reflète la taille de la ville et sa diversité multiculturelle,. Différents quartiers ethniques de la ville mettent l'accent sur des cuisines spécifiques, comme les cuisines chinoise et vietnamienne authentiques que l'on trouve dans les quartiers chinois de la ville, la cuisine coréenne dans Koreatown, la cuisine grecque sur le Danforth, la cuisine italienne dans Little Italy et Corso Italia, et les cuisines indienne/pakistanaise dans Little India. De nombreuses autres cuisines du monde sont proposées dans toute la ville, notamment la cuisine portugaise, hongroise, japonaise et antillaise. L'importante population juive de Toronto a également permis la création d'une variété de restaurants et de charcuteries juifs, avec une adhésion variable aux règles casher,. Outre les cuisines ethniques, Toronto abrite également de nombreux établissements de restauration fine et des chaînes de restaurants allant de la restauration rapide à la restauration décontractée ou haut de gamme.

## Festivals culinaires

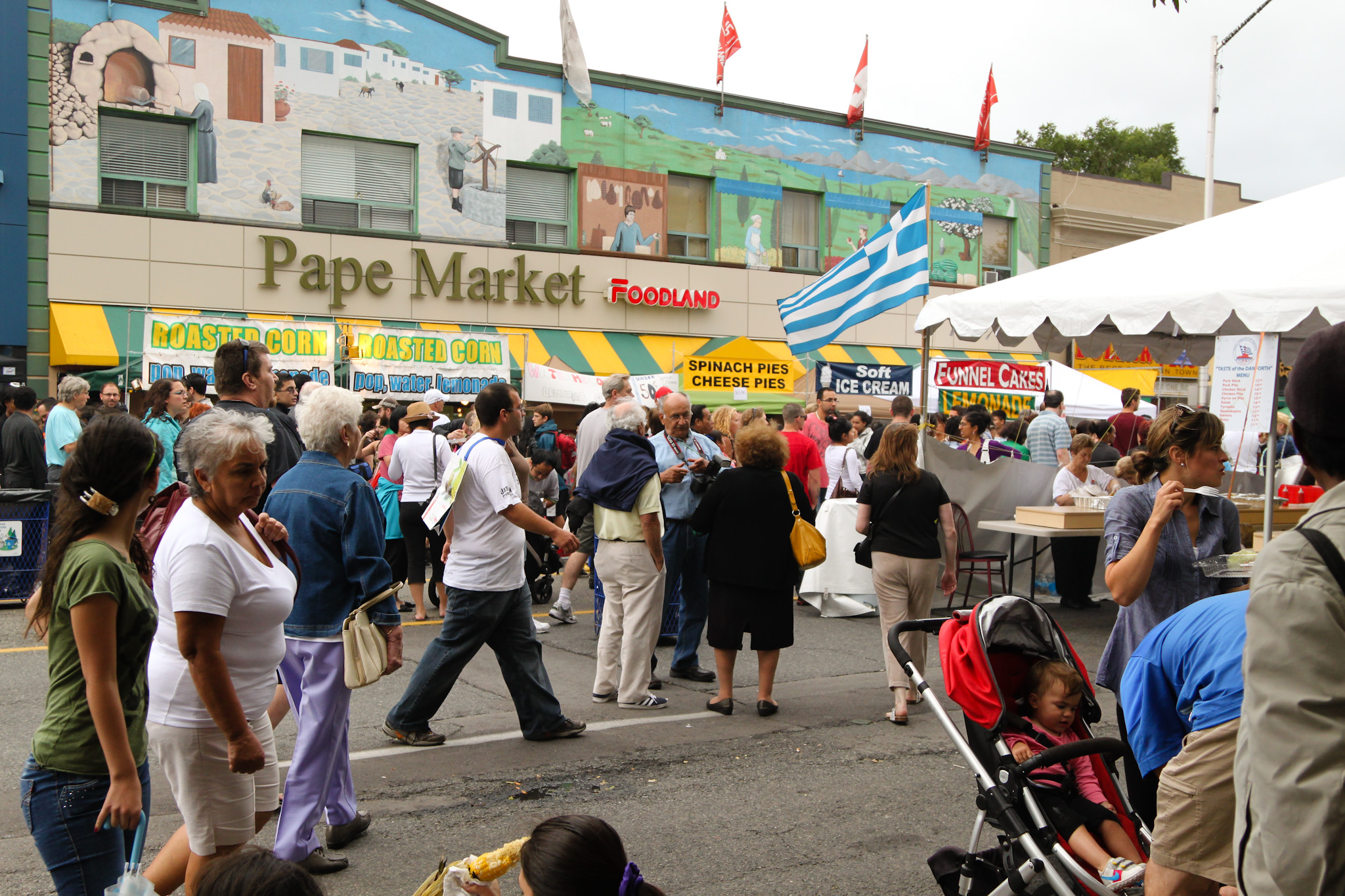
Le Taste of Danforth est un festival annuel dans le quartier grec de Toronto célébrant la nourriture et la culture grecques.

Un certain nombre de festivals culinaires ont lieu chaque année à Toronto. En outre, visites alimentaires à Toronto, comme celles proposées par Tasty Tours Toronto ou Culinary Adventure Co. sont un moyen de plus en plus populaire pour les habitants et les touristes d'explorer la culture alimentaire de la ville.

## Street foods
Toronto n'est pas connue pour la diversité des aliments proposés par les vendeurs ambulants, mais il existe de nombreux restaurants à emporter. On trouve de nombreux camions alimentaires dans le centre-ville de Toronto, notamment devant l'hôtel de ville de Toronto, qui vendent des frites, des hot-dogs et des saucisses précuites. Sur le campus de l'Université de Toronto, des camions de nourriture proposent de la nourriture chinoise. Le long de la rue Dundas Ouest, juste à l'est de la rue Bathurst (Toronto), une gamme d'aliments de rue internationaux est vendue dans des conteneurs d'expédition convertis en stands de nourriture. Ces stands sont connus collectivement sous le nom de Market 707 Il existe également plusieurs camions alimentaires, servant des aliments plus spécialisés, que l'on peut trouver lors d'événements spéciaux.
Pendant les mois d'été, les crèmes glacées et les glaces à l'eau sont vendues par des vendeurs à vélo tandis que les camions de crème glacée sillonnent les rues de la ville. Les yaourts glacés, bien qu'on ne les trouve pas chez les vendeurs ambulants, sont populaires et le sont de plus en plus, de nombreux magasins ayant ouvert récemment. La culture du café à Toronto est également très développée, avec de nombreux cafés indépendants, notamment dans des quartiers comme Queen West et Kensington Market.
Jusqu'en 2009, les hot-dogs et les saucisses préchauffés étaient le seul type de nourriture de rue autorisé par la loi, qui fixe des exigences extrêmement élevées pour les vendeurs de nourriture de rue. Cependant, une initiative a été lancée pour permettre une nourriture de rue plus variée et plus nutritive, ce qui a abouti à l'introduction du « Toronto a la Cart » (Toronto à la carte) en 2009. Toronto a la Cart permettait aux vendeurs de vendre des aliments halal comme le kebab, le falafel et le chawarma. Cependant, en 2010, le Toronto a la Cart a été considéré comme un échec par les politiciens locaux, en raison des dépenses encourues par les vendeurs du fait de la paperasserie excessive, et le programme a été abandonné,.

## Plats uniques
Le peameal bacon était un type de bacon développé par la William Davies Company de Toronto. Aujourd'hui, le sandwich au peameal bacon est considéré comme un aliment de base du St. Lawrence Market.
L'une des offres les plus emblématiques et les plus distinctes de Toronto est sans doute le sandwich peameal bacon, normalement sur un Kaiser. Le bacon peameal a été développé à l'origine par William Davies au St. Lawrence Market. Parmi les établissements qui proposent ce sandwich, citons Paddington's Pump, Sausage King et Carousel Bakery, qui, par coïncidence, sont tous situés au St. Lawrence Market. Plus à l'est, à Leslieville, se trouve Rashers, présenté comme le seul magasin de sandwichs au bacon d'Amérique du Nord, qui a ouvert ses portes et vend un sandwich au peameal bacon que Toronto Life décrit comme « le sandwich emblématique de Toronto bien fait. »

### East Indian Roti
Une autre offre distincte de Toronto est le East Indian Roti, une variante du rôti farci des Antilles. En raison de l'importance des populations d'immigrants originaires d'Asie du Sud et des Caraïbes à Toronto, un plat hybride a été développé, utilisant du pain et du curry d'Asie du Sud comme farce, pour un plat par ailleurs antillais.

### Autres
- Le pablum, une céréale précuite destinée aux nourrissons, a été mis au point à l'Hospital for Sick Children de Toronto dans les années 1930.
- Le sushi pizza, un hybride de sushi et de pizza inventé au début des années 1990[17].
- Le Toronto, un cocktail originaire de Toronto à l'époque de la prohibition[18].